# Milka Maneva
Milka Maneva –en búlgaro, Милка Манева– (Smolian, 7 de junio de 1985) es una deportista búlgara que compite en halterofilia.
Participó en los Juegos Olímpicos de Londres 2012, obteniendo una medalla de plata en la categoría de 63 kg. Ganó tres medallas en el Campeonato Europeo de Halterofilia entre los años 2008 y 2014.
En junio de 2008 dio positivo por metandienona (un esteroide anabólico) junto con otros diez halterófilos búlgaros, y fue suspendida por cuatro años.

## Palmarés internacional
| Juegos Olímpicos   | Juegos Olímpicos            | Juegos Olímpicos  | Juegos Olímpicos |
| Año                | Lugar                       | Medalla           | Categoría        |
| ------------------ | --------------------------- | ----------------- | ---------------- |
| 2012               | Londres (Reino Unido)       | Medalla de plata  | 63 kg            |
| Campeonato Europeo |                             |                   |                  |
| Año                | Lugar                       | Medalla           | Categoría        |
| 2008               | Lignano Sabbiadoro (Italia) | Medalla de bronce | 63 kg            |
| 2013               | Tirana (Albania)            | Medalla de oro    | 63 kg            |
| 2014               | Tel Aviv (Israel)           | Medalla de oro    | 69 kg            |